# Haplotaxodon
Haplotaxodon és un gènere de peixos pertanyent a la família dels cíclids.

## Distribució geogràfica
Es troba a l'Àfrica oriental: el llac Tanganyika.

## Taxonomia
- Haplotaxodon microlepis (Boulenger, 1906)[4]
- Haplotaxodon trifasciatus (Takahashi & Nakaya, 1999)[5][6][7][8][9][10][11]